# Кершенбаум, Всеволод Яковлевич
Всеволод Яковлевич Кершенбаум (23 декабря 1940, Москва — 20 января 2021, там же) — российский учёный в области химического и нефтяного машиностроения.

## Биография
Родился 23 декабря 1940 г. в Москве. Сын Якова Марковича Кершенбаума.
В 1962 г. окончил МИНХиГП им. И. М. Губкина по специальности «Инженер-механик по технологии машиностроения, металлорежущим станкам и инструменту» и МГПИИяз им. М. Тореза по специальности «Английский язык».

## Трудовая деятельность
- 1962—1972 младший научный сотрудник, старший инженер, старший научный сотрудник, старший преподаватель МИНХиГП им. И. М. Губкина.
- 1972—1974 старший преподаватель ИПК Минхиммаша.
- 1974—1985 главный конструктор «Союзтранспрогресса» Миннефтегазстроя.
- 1985—1991 профессор кафедры прогрессивной технологии химического и нефтяного машиностроения Института повышения квалификации руководящих работников и специалистов Минхиммаша.
- 1991—1995 генеральный директор МП Инженерный центр «Наука и техника».
- 1995—2004 заведующий кафедрой технологии газонефтяного и нефтехимического машиностроения.
- с 2004 г. — профессор, заведующий кафедрой управления качеством, стандартизации и сертификации нефтегазового оборудования РГУНГ им. И. М. Губкина. Читает лекции по дисциплинам: Введение в специальность; Национальные и международные стандарты для НГК; Сертификация нефтегазового оборудования.

## Научная деятельность
- кандидатская — «Исследования несущей способности стеклопластиковых трубных систем нефтегазовой промышленности, работающих под внутренним давлением», МИНХиГП им. И. М. Губкина (1965);
- докторская — «Механотермическое формирование поверхностей трения», МИНХ-иГП им. И. М. Губкина (1984).

Автор и соавтор 60 учебников, монографий, справочников.

## Награды и звания
Заслуженный деятель науки РФ (2003); лауреат Премии Правительства РФ (2004).
Почётный нефтяник (2000), почётный работник газовой промышленности (2001), почётный работник ТЭК (2003).
Награждён медалями Международного экономического форума (2005); Кембриджского биографического центра (Великобритания, 2003) — большая серебряная медаль; Международной премии «Европейское качество» (Женева, Швейцария, 2006) — золотая медаль; премии РИА (2009) — большая золотая медаль, имени И. М. Губкина (2000).